# Анналі Ешфорд
Анналі Ешфорд (англ. Annaleigh Ashford), уродж. Анналі Аманда Свонсон (англ. Annaleigh Amanda Swanson; нар. 25 червня 1985, Денвер, Колорадо, США) — американська театральна, кіно- та телеактриса, співачка (сопрано) і танцівниця. Серед її ранніх ролей на Бродвеї — мюзикли «Зла» (2007), «Білявка в законі» (2007) та «Волосся» (2010). Вона отримала театральну премію «Тоні» за роль Ессі Кармайкл у комедійній п'єсі «З собою не забрати» (2014—2015). Також вона номінована на премію «Тоні» за ролі Лорен у «Чумові боти» (2013) та місис Ловетт у «Свіні Тодд: Демон-перукар із Фліт-стріт» (2023). Вона також зіграла головну роль у відновленній бродвейській постановці «Неділя в парку з Джорджем» (2017).
У 2015 році випустила свій дебютний музичний альбом «Lost in the Stars: Live at 54 Below».
Серед відомих фільмів і телевізійних робіт Ешфорд — драма Showtime «Майстри сексу» (2013—2016), мінісеріал Netflix «Неймовірне» (2019), фільм HBO «Бездоганний» (2019), драма FX «Імпічмент: Американська історія злочинів» (2021) і ситком CBS «Будь позитивним» (2020—2022).
Актриса отримала номінацію на прайм-тайм премію «Еммі» за виконання ролі Ірен в мінісеріалі Hulu «Ласкаво просимо до Чіппендейлс» (2022). Першу номінацію на премію «Ґреммі» отримала у 2023 році (65-та церемонія вручення) в категорії «Найкращий музичний театральний альбом» за відновлений бродвейський запис «Свіні Тодд: Демон-перукар із Фліт-стріт».

## Раннє життя
Анналі Аманда Свонсон народилася 25 червня 1985 року в Денвері, штат Колорадо, в сім'ї Голлі та Кріса Свонсонів, учительки фізкультури початкової школи та власника малого бізнесу, відповідно. Ешфорд — прізвище вітчима, яке Анналі використовує як сценічний псевдонім.
У дитинстві займалася плаванням, гімнастикою. У другому класі, у віці 7 років, почала займатися танцями в Центрі танців і виконавських мистецтв Кіта Андре. Виступала та співала в численних виставах та конкурсах у рідному місті. Професійна кар'єра почалася у віці дев'яти років, коли її взяли на роль Тіни Данія, головної персонажки в мюзиклі «Безжалісний!». У чотирнадцять років газета Rocky Mountain News назвала її «підліткою, до якої варто придивитися» (англ. The Teen to Watch).
Інші заслуги в рідному Денвері включають появу в акторському складі мюзиклів «Звуки музики», «Вестсайдська історія» та «Пофарбуй свій фургон», а також в опері «Маленькі жінки» (як Емі Марч), телемюзиклі «Попелюшка» (як Елла), мюзиклі «Бріолін» (як Сенді Думбровскі) та «Усе іде» (як Ріно Свіні).
У віці 16 років закінчила державну середню школу Віт-Рідж в окрузі Джефферсон та поступила до приватного Манхеттенського коледжу Мерімаунт у Верхньому Іст-Сайді, Нью-Йорк, де до 19 років здобула ступінь театрального мистецтва. Під час навчання зіграла Роуз Бад у мюзиклі «Таємниця Едвіна Друда» та Емму — у «Розкажи мені в неділю». Також у студентські роки Анналі працювала в юридичній фірмі, хостес у спа-салоні та ресторані, в компанії з організації дитячих свят, продавала косметику.

## Особисте життя
Анналі Ешфорд страждає на целіакію (захворювання тонкої кишки), тому дотримується суворої безглютенової дієти.
29 липня 2013 року Анналі одружилася зі своїм колегою, актором Джо Теппером, на ранчо «Devil's Thumb» у Табернаші, штат Колорадо. 11 травня 2016 року ЗМІ повідомили, що актриса вагітна першою дитиною; 8 вересня в Ешфорд та Теппера народився син Джек Кларк.

## Ролі

### Театр
| Рік       | Назва                                   | Оригінальна назва                              | Роль                             | Місце постановки                           |
| --------- | --------------------------------------- | ---------------------------------------------- | -------------------------------- | ------------------------------------------ |
| 2005      |                                         | Feeling Electric                               | Наталі Браун                     | New York Musical Theatre Festival          |
| 2005–2006 | Зла                                     | Wicked                                         | Фані (заміна), Глінда (дублерка) | First National Tour                        |
| 2007      | Блондинка в законі                      | Legally Blonde                                 | Марго, Еллі Вудс (дублерка)      | Golden Gate Theatre / Palace Theatre       |
| 2007–2009 | Зла                                     | Wicked                                         | Глінда (заміна)                  | George Gershwin Theatre / Oriental Theatre |
| 2010      | Волосся                                 | Hair                                           | Джині (заміна)                   | Al Hirschfeld Theatre                      |
| 2010      |                                         | Heathers                                       | Вероніка Сойєр                   | Joe's Pub                                  |
| 2011–2012 |                                         | Rent                                           | Морін Джонсон                    | New World Stages                           |
| 2012      |                                         | Dogfight                                       | Марсі                            | Second Stage Theatre                       |
| 2012      | Чумові боти                             | Kinky Boots                                    | Лорен                            | Bank of America Theatre                    |
| 2012      |                                         | Assassins                                      | Пискля (Лінетт Фромм)            | Studio 54                                  |
| 2013–2014 | Чумові боти                             | Kinky Boots                                    | Лорен                            | Al Hirschfeld Theatre                      |
| 2014–2015 | З собою не забрати                      | You Can't Take It with You                     | Ессі Кармайкл                    | Longacre Theatre                           |
| 2015–2016 | Сильвія                                 | Sylvia                                         | Сільвія                          | Cort Theatre                               |
| 2016–2017 | Неділя в парку з Джорджем               | Sunday in the Park with George                 | Дот / Марі                       | New York City Center / Hudson Theatre      |
| 2017      |                                         | A Midsummer Night's Dream                      | Гелена                           | Delacorte Theater                          |
| 2019      | Як важливо бути серйозним               | The Importance of Being Earnest                | Сесілі Кардью (сценічне читання) | Roundabout Theatre Company                 |
| 2023      |                                         | Gutenberg! The Musical!                        | Продюсерка, камео                | James Earl Jones Theatre                   |
| 2023–2024 | Свіні Тодд: Демон-перукар із Фліт-стріт | Sweeney Todd: The Demon Barber of Fleet Street | Місіс Ловетт                     | Lunt-Fontanne Theatre                      |
| 2024      |                                         | The Imaginary Invalid                          | Туанетта (сценічне читання)      | Florence Gould Hall                        |

### Кіно
| Рік  | Назва                    | Оригінальна назва       | Роль                        |
| ---- | ------------------------ | ----------------------- | --------------------------- |
| 2008 | Секс і Місто             | Sex and the City        | розбещена королева етикеток |
| 2008 | Рейчел одружується       | Rachel Getting Married  | касирка                     |
| 2013 | Крижане серце            | Frozen                  | Троль (голос)               |
| 2014 | П'ятірка лідерів         | Top Five                | Мішель                      |
| 2016 | Краще бути самотнім      | Better Off Single       | Енн                         |
| 2016 | Любов у бігах            | Love on the Run         | Ліза                        |
| 2017 | Крамниця єдинорогів      | Unicorn Store           | Крістел                     |
| 2018 | Почни спочатку           | Second Act              | Гілді Острандер             |
| 2019 | Пізній вечір             | Late Night              | Мімі Місметч                |
| 2019 | Дощовий день у Нью-Йорку | A Rainy Day in New York | Лілі                        |
| 2019 | Бездоганний              | Bad Education           | Дженні Аквіла               |
| 2022 | Викинута                 | American Reject         | Нано                        |
|      |                          | Hold Your Breath        |                             |

### Телебачення
| Рік        | Назва                                                  | Оригінальна назва                                           | Роль                               | Примітки           |
| ---------- | ------------------------------------------------------ | ----------------------------------------------------------- | ---------------------------------- | ------------------ |
| 2007       | Блондинка в законі                                     | Legally Blonde: The Musical                                 | Марго                              | MTV                |
| 2009       |                                                        | Haute & Bothered                                            | Маккензі                           | головна роль       |
| 2010       | Закон і порядок                                        | Law & Order                                                 | Мія                                | 1 епізод           |
| 2010, 2012 |                                                        | Submissions Only                                            | Чарівна дівчина                    | періодична роль    |
| 2011       | Невиліковне Це                                         | The Big C                                                   | Хлоя                               | 1 епізод           |
| 2012       | Медсестра Джекі                                        | Nurse Jackie                                                | Корі                               | 1 епізод           |
| 2012       |                                                        | A Gifted Man                                                | Шона                               | 1 епізод           |
| 2012       |                                                        | Made in Jersey                                              | Джекі                              | 1 епізод           |
| 2012, 2013 | Успіх                                                  | Smash                                                       | Ліза Мак-Манн                      | 2 епізоди          |
| 2013       | Закон і порядок: Спеціальний корпус                    | Law & Order: Special Victims Unit                           | Ліндсей Андерсон                   | 1 епізод           |
| 2013       |                                                        | Watch What Happens Live                                     | Бармен                             | 1 епізод           |
| 2013       |                                                        | 87th Annual Macy's Thanksgiving Day Parade                  | Лорен                              | спеціальний випуск |
| 2013–2016  | Майстри сексу                                          | Masters of Sex                                              | Бетті ДіМелло                      | головна роль       |
| 2015       |                                                        | Celebrity Name Game                                         | У ролі себе                        | 4 епізоди          |
| 2016       |                                                        | Pleasant Events                                             | Медді                              | 1 епізод           |
| 2016       |                                                        | The Rocky Horror Picture Show: Let's Do the Time Warp Again | Колумбія                           | телефільм          |
| 2017       |                                                        | New Year's Eve: Bernstein on Broadway                       | У ролі себе                        | концерт            |
| 2018       | Вбивство Джанні Версаче: Американська історія злочинів | The Assassination of Gianni Versace: American Crime Story   | Елізабет Кот                       | періодична роль    |
| 2018, 2019 | Бог зафрендив мене                                     | God Friended Me                                             | Фліс                               | 2 епізоди          |
| 2019       | Юна                                                    | Younger                                                     | Шеллі Розанскі                     | періодична роль    |
| 2019       | Неймовірне                                             | Unbelievable                                                | Лілі                               | періодична роль    |
| 2019       | Зло                                                    | Evil                                                        | Бріджит Фаррелл                    | 1 епізод           |
| 2019       |                                                        | John Mulaney & the Sack Lunch Bunch                         | Леді в сльозах                     | спеціальний випуск |
| 2020       | Хороша боротьба                                        | The Good Fight                                              | Ройзен Орбінсон                    | 2 епізоди          |
| 2020       | Знищення                                               | The Undoing                                                 | Алексіс Янг                        | 1 епізод           |
| 2020–2022  | Будь позитивним                                        | B Positive                                                  | Джина Дабровскі                    | головна роль       |
| 2021       | Команда К                                              | Q-Force                                                     | Вокс Тукс (голос)                  | 1 епізод           |
| 2021       | Імпічмент: Американська історія злочинів               | Impeachment: American Crime Story                           | Пола Джонс                         | головна роль       |
| 2022       | Великий рот                                            | Big Mouth                                                   | Тест Райса на невинність (озвучка) | 1 епізод           |
| 2022       | Ласкаво просимо до Чіппендейлс                         | Welcome to Chippendales                                     | Ірен Банерджі                      | основна роль       |
| 2025       |                                                        | Happy Face                                                  | Мелісса Мур                        | основна роль       |

## Співачка

### Дискографія
- 2007: «Блондинка в законі» (оригінальний бродвейський акторський запис)
- 2013: «Повітряний бій» (оригінальний запис акторів)
- 2013: «Love Me Back» — сингл (з Річардом Холлом)
- 2013: «Stand Beside Me» — сингл (з Річардом Холлом)
- 2013: «Чумові боти» (оригінальний бродвейський акторський запис)
- 2013: «Крижане серце» (оригінальний саундтрек до фільму)
- 2014: «Another Time (Andrew's Song)» — сингл (з Віллом Ван Дайком)
- 2014: «Ahrens & Flaherty: Nice Fighting You» (A 30th Anniversary Celebration Live at 54 Below)
- 2015: «Lost in the Stars: Live at 54 Below»
- 2016: «Шоу жахів Роккі Хоррора: Знову викривимо час»
- 2016: «A New Year» — сингл (з Віллом Ван Дайком і Джеффом Телботтом)
- 2017: «Неділя в парку з Джорджем» (новий бродвейський акторський запис 2017 року)
- 2019: «Джон Малейні та обід із підлітками»
- 2020: «Thankful»: альбом Джерада Борца
- 2021: Тема з «Будь позитивним» — сингл
- 2022: «Super Songs of Big Mouth», том. 2 (музика із серіалу Netflix)
- 2023: «Свіні Тодд: Демон-перукар із Фліт-стріт» (новий бродвейський запис 2023 року)